# Nasza miłość jak wiatr halny
Nasza miłość jak wiatr halny – piosenka z repertuaru zespołu Skaldowie, skomponowana przez Andrzeja Zielińskiego, do której tekst napisał Krzysztof Logan Tomaszewski. Po raz pierwszy zespół nagrał ją w sesji dla Polskiego Radia, w 1975 roku, zaś w lipcu 1976 zarejestrowano wersję w studiu Polskich Nagrań, która trafiła na 9. longplay Skaldów – „Stworzenia świata część druga”.
Piosenka posiada wyraźny kontrast stylistyczny między zwrotkami a refrenem. Materiał muzyczny zwrotek (w tonacji es-moll) stanowi stylizacja folkloru góralskiego, jednak podana w sposób twórczo przetworzony przez A. Zielińskiego. Wprost z muzyki podhalańskiej wywiedziony został sposób wokalnego zaśpiewu, charakterystyczna synkopowana rytmika melodii oraz elementy ludowej harmoniki. Jednak wbrew góralskiej tradycji melodia nie jest śpiewana w dwugłosie, lecz na trzy głosy – przez Jacka Zielińskiego, Andrzeja Zielińskiego i Konrada Ratyńskiego. Na bardzo oszczędną aranżację materiału muzycznego zwrotki składa się jedynie fortepian, dublujący partie wokalne, i przeplatające się z nim pojedyncze, miarowe uderzenia perkusji. Refren, rozpoczynający się w tonacji B-dur, przynosi zupełnie odmienny, popowy klimat. Spokojny akompaniament sekcji rytmicznej stanowi tło dla improwizującego fortepianu i kantylenowej melodii, której pierwsze wersy śpiewa solo Andrzej Zieliński, po czym następuje modulacja do tonacji Des-dur, a wspinającą się ku kulminacji partię wokalną przejmuje Jacek Zieliński. Wokalistom towarzyszy kontrapunkt orkiestry smyczkowej, której zabrakło we wcześniejszym nagraniu radiowym (w zamian pojawiły się tam organy Hammonda). Ponadto nagranie płytowe zostało skrócone o część tekstu zwrotek, które w wersji radiowej są dwa razy dłuższe.

## Muzycy, biorący udział w nagraniu
- Andrzej Zieliński – śpiew, fortepian, organy Hammonda (tylko w wersji radiowej);
- Jacek Zieliński – śpiew;
- Konrad Ratyński – gitara basowa, śpiew;
- Jerzy Tarsiński – gitara;
- Jan Budziaszek – perkusja;
- Orkiestra smyczkowa pod dyrekcją Andrzeja Zielińskiego;